# Pfarrkirche Sittendorf

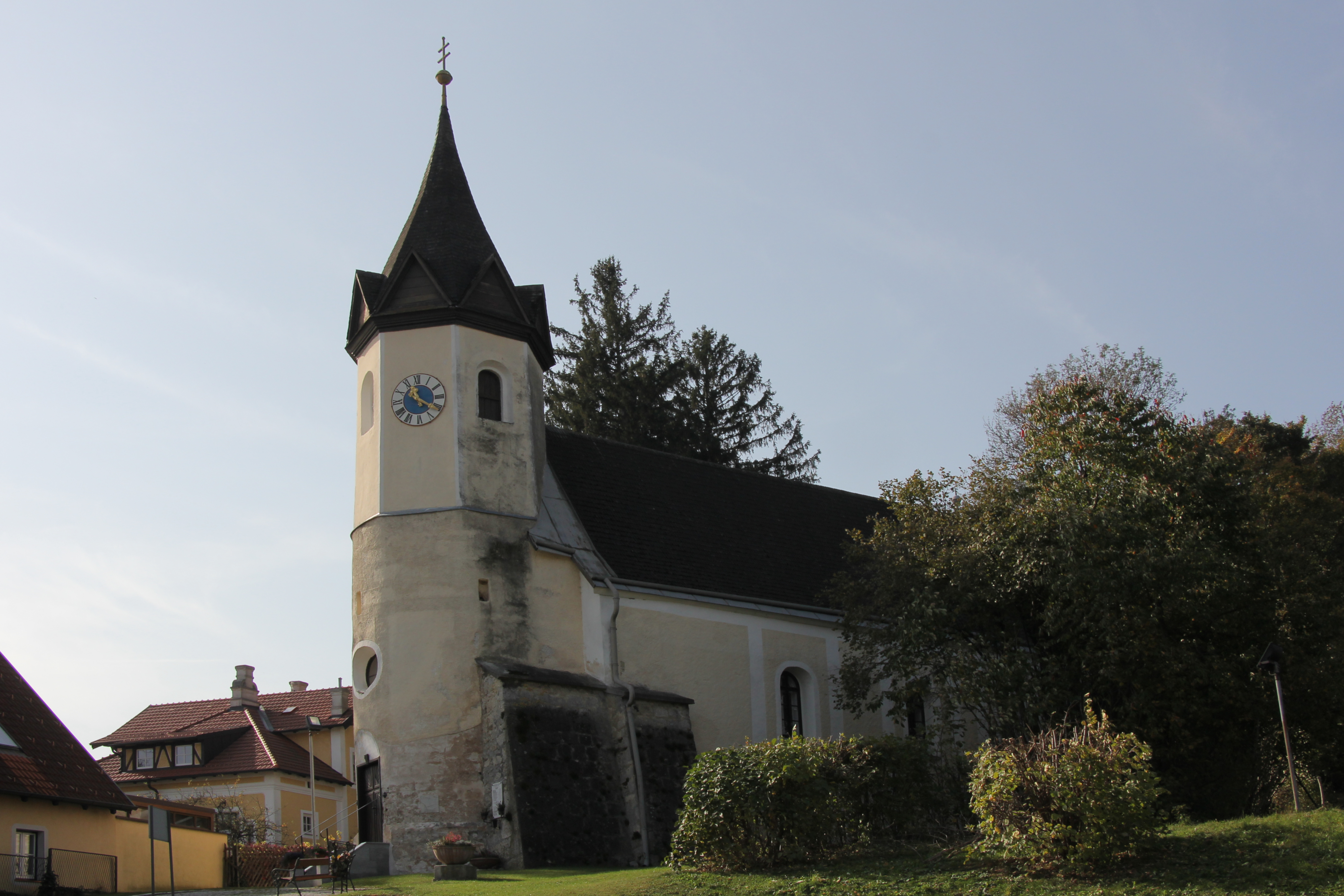
Katholische Pfarrkirche hl. Johannes der Täufer in Sittendorf

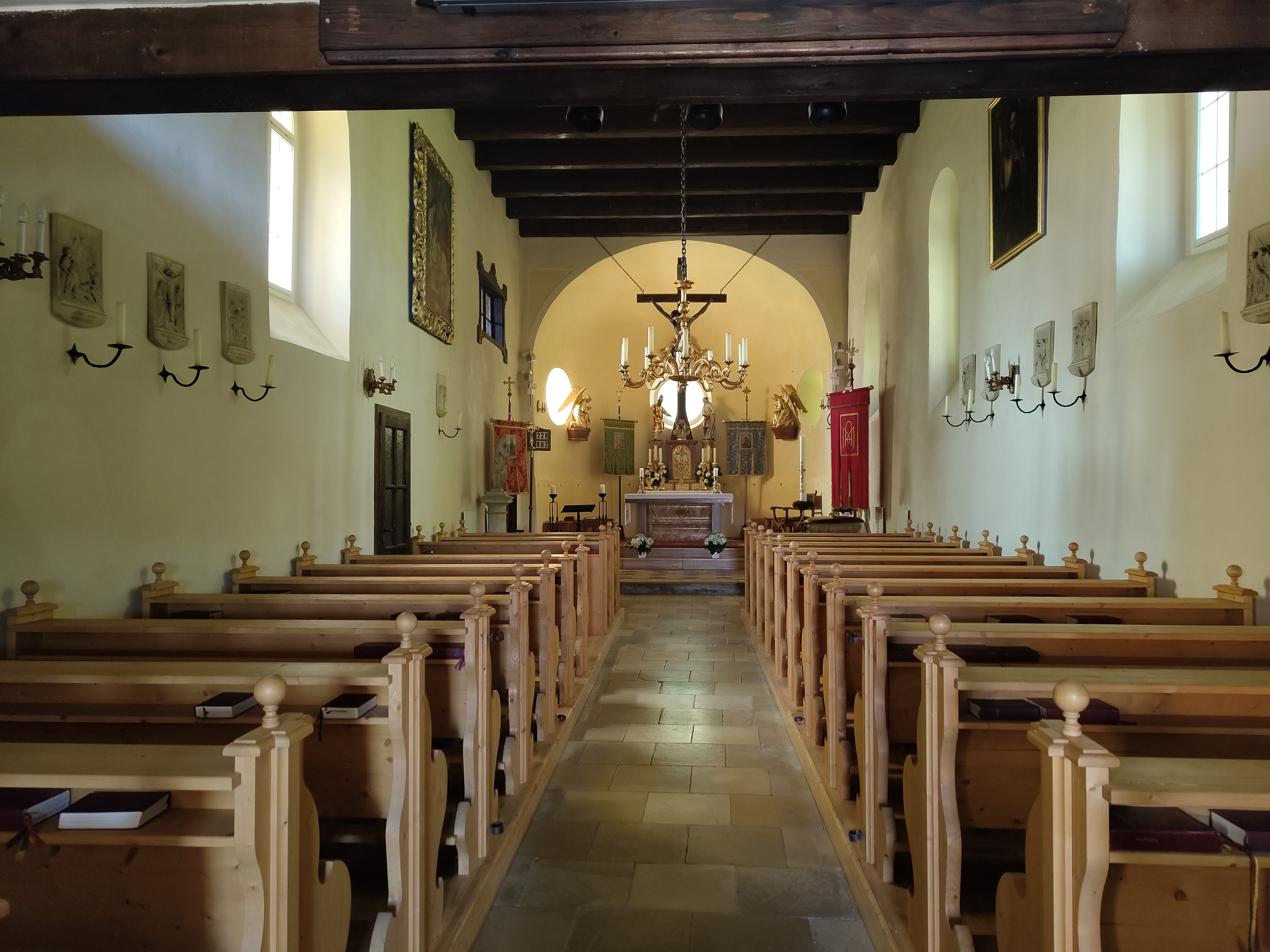
Innenansicht Richtung Hochaltar

Die Pfarrkirche Sittendorf steht in erhöhter Lage im Südwesten des Kirchweilers Sittendorf in der Gemeinde Wienerwald im Bezirk Mödling in Niederösterreich. Die auf den heiligen Johannes der Täufer geweihte römisch-katholische Pfarrkirche, dem Stift Heiligenkreuz inkorporiert, gehört zum Dekanat Heiligenkreuz im Vikariat Unter dem Wienerwald der Erzdiözese Wien. Die Kirche und der ehemalige Friedhof stehen unter Denkmalschutz (Listeneintrag).

## Geschichte
Eine Kirche wurde 1381 urkundlich genannt. Von 1579 bis 1623 war die Kirche protestantisch und repräsentierte die Auseinandersetzung zwischen den Neudeggern und den Herren vom Schloss Wildegg mit dem Stift Heiligenkreuz.
Der im Kern romanische Kirchenbau wurde um 1700 nach Westen erweitert und umorientiert, wobei nun der Turm auf der ehemaligen Ostapsis steht. 1683 war ein Brand.  1783 wurde die Kirche zur Pfarrkirche erhoben.

## Architektur
Die Fassade zeigt eine Putzgliederung und Rundbogenfenster. Das halbkreisförmige Turmerdgeschoß im Osten korrespondiert mit dem annähernd gleich breiten halbkreisförmigen Westapsis. Der Turm zeigt in der Sockelzone romanischen Quadermauerwerk und abgefaste Rundbogenfenster, der achtseitige Turmaufsatz mit kleinen rundbogigen Schallfenstern trägt einen Pyramidenhelm. Südseitig steht ein barocker zweigeschoßiger Sakristeianbau. Die Vorhalle entstand 1960.
Eine Grabplatte am ehemaligen Chor nennt Regina Gattinger 1702.
Das Kircheninnere zeigt ein Langhaus unter einer Holzbalkendecke, die Halbkreisapsis und das offene Turmerdgeschoß haben Kalottengewölbe. Über der eingezogenen Orgelempore befindet sich ein vermauertes romanisches Fenster. Die Sakristei hat eine Stuckspiegeldecke aus der zweiten Hälfte des 18. Jahrhunderts, im Obergeschoß befindet sich die Wochentagskapelle.
Die Gruft unter dem Langhaus mit einem flachen quer gestellten Ziegeltonnengewölbe ist wohl aus dem 18. Jahrhundert.

## Ausstattung
Der moderne Volksaltar korrespondiert mit einem monumentalen Hängekruzifix. An der Apsiswand befinden sich die barocken Skulpturen Hll. Elisabeth, Johannes der Täufer und Zacharias mit einer Fassung aus dem 19. Jahrhundert.
Ein Gemälde Epiphanie um 1700 und die Sakristeitüre wurden aus dem Schloss Wildegg hierher übertragen.
Die Orgel mit 6 Registern baute Ferdinand und Alois Erler 1859.